# Cseppben az élet
A Cseppben az élet 2019-es magyar életrajzi televíziós sorozat, amelyet Gyöngyössy Bence rendezett. A főbb szerepekben Gáspár Tibor és Huszárik Kata, Székely B. Miklós, Lukács Sándor, Für Anikó, Seress Zoltán, Hatházi András, Bede-Fazekas Szabolcs és Trokán Péter látható. A sorozat Béres József feltaláló életét és a hatalommal szemben folytatott küzdelmeit, valamint a legendás Béres Csepp megszületésének történetét mutatja be. 
Az első epizódot 2019. március 23-án mutatta be a Duna.

## Cselekmény
Béres József agrármérnökként egy mezőgazdasági szövetkezetnél dolgozik kutatóként, amikor rájön, hogy a gazdasági növények számos egészségi problémáját a létezésükhöz alapvető nyomelemek hiánya okozza, illetve ezek pótlásával a tünetek orvosolhatók. Felismerését továbbgondolva ráébred, hogy ez az állatoknál, sőt akár az embereknél is igaz lehet. Segítségére van ebben az is, hogy húga rákos beteg lesz, és hogy megpróbálja visszahozni őt az életbe, olyan készítményt próbál kifejleszteni, amely optimális arányban képes az emberi szervezetben pótolni a hiányzó mikroelemeket. Először egereken kísérletezik, majd magán próbálja ki a készítményt, miután pedig semmi baja nem lesz tőle, húgát kezdi kezelni vele; később pedig, egyre bővül az ügyfélköre. Az igazságszerető feltaláló tevékenységét viszont a szocialista hatalom képviselői meglehetősen rossz szemmel nézik, ezért a nyilvánvaló hazugságoktól, átlátszó intrikáktól és más módszerektől sem rettennek vissza, hogy megtörjék a népszerűségét.

## Szereplők

### Főszereplők
| Szerep           | Leírás                                                 | Színész               |
| ---------------- | ------------------------------------------------------ | --------------------- |
| Béres József     | tudós, a Béres cseppek feltalálója                     | Gáspár Tibor          |
| Papp Katalin     | Béres felesége                                         | Huszárik Kata         |
| Imre             | a Nyírségi Mezőgazdasági Intézet gondnoka              | Székely B. Miklós     |
| Makay            | Béres barátja                                          | Lukács Sándor         |
| Béres Irén       | Béres József húga                                      | Für Anikó             |
| Mátyus Géza      | nagyhatalmú budapesti pártvezető.                      | Seress Zoltán         |
| Hollósi Pál      | a Nyírségi Mezőgazdasági Intézet vezetője Vilmos után. | Hatházi András        |
| Nógrádi          | megyei pártvezető                                      | Bede-Fazekas Szabolcs |
| Teichmann Vilmos | a Nyírségi Mezőgazdasági Intézet korábbi vezetője.     | Trokán Péter          |

### Mellékszereplők
- Ajtonyi Szofi – gyerek Irén
- Ballér Bianka – álorvosnő
- Balogh András – Zöldi
- Barbinek Péter – Dr. Csikász
- Brasch Bence – kolléga
- Csizmadia Edina – Juli a buszon
- Csuja Fanni – Edina
- Görög László – Kállay
- Gyöngyössy Katalin – Eszter
- Harmath Imre – Pozsgay Imre, miniszter
- Horváth Csenge – fiatal Irén
- Horváth Viktor – fiatal Béres
- Kakasy Dóra – kolléga
- Katona László – bíró
- Kiss Barnabás – Jóska
- Kovács István – Dr. Dévényi, orvos
- Majer Jázmin – Zsuzsi, Imre unokája
- Melkvi Bea – beteg nő a bíróságon
- Mertz Tibor – főorvos
- Mikola Gergő – Dénesi
- Monori Lili – Erzsi
- Nagy Katica – fiatal Katóka
- Nemes János – Novák
- Oberfrank Pál – Zsolnay, ügyész
- Rancsó Dezső – Aczél György, miniszter
- Rizmajer Viktória – Kati
- Róbert Gábor – Dr. Csévé
- Suplic Sándor – fekete öltönyös férfi
- Szatmári Attila – Faragó
- Szemán Béla – intéző
- Simkó Katalin – Béres anyja
- Simon Attila – Béres apja
- Szabó Barnabás – gyerek Béres József
- Szolnoki Tibor – Gróf
- Terhes Sándor – Dr. Kondrai
- Trill Zsolt – Nagy László, költő
- Vertig Tímea – Pozsgay titkárnője

## A feltaláló
A sorozat egyes jeleneteinek felhasználásával készítették el a szintén Béres József életéről szóló A feltaláló című egész estés mozifilmet, amit 2020. február 6-án mutattak be.